# Слуцьке Преображенське братство
Слуцьке Преображенське братство — національно-релігійна громадська організація православних білоруських шляхтичів Слуцького князівства та міщан Слуцька наприкінці XVII—XVIII ст. Поруч з ним існувало також Слуцьке Спаське братство.

## Історія

### Заснування
Преображенське братство в Слуцьку було засновано 1586 року. Ініціатором цього був князь Юрій III Олелькович. При ньому почав своє існування братський Преображенський монастир. Після його раптової смерті того року значну допомогу братству надавали Ходкевичі, а також шляхта і міщани.
У 1606 році стараннями князя Януша Радзивілла і його дружини святої Софії Юріївни Олелькович було оновлено. У діяльності Братства княгиня Софія брала саме діяльну участь. Свого чоловіка, хоч він був католиком, вона наполегливо переконала випросити у польського короля Сигізмунда III Вази грамоту щодо заборони благочестивих (тобто православних) примушувати до унії. Грамота була видана, і ця спроба княгині Софії юридично забезпечити захист інтересів православ'я увінчалася повним успіхом. 1620 року патріарх Теофан надав братству статус ставропігійного.
До складу Слуцького братства як особливий відділ входили всі міські цехи. У той же час керівники братства, як правило, були ще й представниками міського самоврядування — війтами, членами магістрату або їх близькими родичами.
Відомо, що київський митрополит Петро Могила, що носив титул екзарха Константинопольського патріарха, своєю грамотою від 2 липня 1635 року стверджував і благословляв Слуцьке братство. Які права братства затверджувалися цією грамотою невідомо, але в іншій своїй грамоті від 24 червня 1640 року запрошуючи слуцьких братчиків на собор в Києві, називав їх «паны братия крестоносного (ставропигиального) братства православного Слуцкого».
Наступний за Петром Могилою київський митрополит, Сильвестр Косів, за якісь провини зняв з посади братнього ігумена. Митрополит Сильвестр своїм листом від 12 вересня 1650 року дозволив братчикам самим обрати собі ігумена, але він зажадав, щоб новообраний прибув до нього для благословення. У цьому листі Сильвестр Косів також називає Слуцьке братство «хрестоносним». Дещо раніше, 7 травня 1650 року він своєю грамотою затвердив і благословив діяльність братства. Втім, митрополит Сильвестр вважав можливим, щоб діяльність братства курирував не він сам, а інші, підвідомчі йому особи. На початку 1650-х років. благословення на посаду братнього ігумена було отримано Іллею Романовичем, але не від київського митрополита, а від могильовського єпископа Йосипа Кононовича-Горбацького (1650—1653). Цей же єпископ підтвердив грамоту Овруцького архимандрита Леонтія Шитика, що стосується регламентів Слуцького братства.
Слуцьке Преображенське братство існувало до самого приєднання білоруських земель до Російської імперії — 1780-1790-х років.

### Відомі пожертви
Ігумен Мелетій Дзик у 1678 році в одному з листів згадував про часточки мощей св. Варвари, надіслані Слуцькому Преображенському братству.

### Підпорядкування
Відносно церковної влади до 1620 року Слуцьке братство підпорядковувалося безпосередньо київському митрополиту. Патріарх Феофан, 6 червня 1620 року виходячи з сили і впливу Преображенського братства, дарував йому право ставропігії, тобто воно вилучалося з ведення місцевих церковних властей і підпорядковувалося безпосередньо константинопольському патріарху. У свідоцтво цього єрусалимський патріарх послав в Слуцький Преображенський храм свій хрест для поставлення на престолі і підписав, спільно з константинопольським екзархом архімандритом Арсенієм благословенну грамоту.
Незабаром Слуцьке Преображенське братство було позбавлене права ставропігії. Так, 9 грудня 1626 р константинопольський патріарх Кирило своєю грамотою, яку також підписали олександрійський патріарх і 6 митрополитів підпорядкував його владі місцевого владики.
У 1633—1635 роках Слуцьке Преображенське братство знову відновило свої ставропігійні права.

### Діяльність братства
При братстві знаходилися шпиталь, бібліотека і школа, яка була влаштована за зразком інших братських шкіл, де передбачалося вивчення: церковнослов'янської, грецької, давньоукраїнської (давньобілоруської) і польської мов, основи богослов'я.
Коли в Слуцьку згорів дерев'яний Преображенський храм, братство звернулося за дозволом відновити його до свого правлячого архієрея — митрополиту Іову Борецькому (1620—1631). Останній дозволив їм побудувати новий храм, якщо побажають, то і кам'яний.
Преображенське братство мало свою скарбницю і було навіть кредитором слуцьких князів, за що отримувало в заставу князівські маєтки. У 1655 році сума боргів Слуцькому братству становила 8050 злотих, відсотки з цієї суми — 1300 злотих. У 1660—1680 роках братство володіло 2 лавками на ринку в Старому місті. У 1661 році братство мало земельну ділянку в «четвертой кватери» ринку Старого міста. Інший пляц братства знаходився на Великій Новомейській вулиці в Новому місті.
У 1662 році братство купило за 50 коп і 6 грошів будинок з ділянкою на Юр'ївської вулиці. В інвентарному описі 1663 відзначений належить братству будиночок з ділянкою у 2 прента з виплатою щорічного чинша 3 злотих.
Під наглядом братства знаходився розташовувався за Іллінська воротами Слуцька в передмісті по дорозі до Тройчанам земельну ділянку в 24 прента з 5 будинками. Ця ділянка була надано до церкви святого Стефана, приписаної до Преображенського братства.
Наприкінці 1640 — початку 1650 років братство набуло село Грічіновичі для заснування і утримання шпиталю (богодільня) при церкві святого Стефана, що знаходилася в завідуванні братства. Ця церква була розташована в передмісті Тройчани, по правій стороні Тройчанської вулиці. За даними XVIII століття вона стояла недалеко від Віленської брами перед Тройчанським струмком.
З 1690 року Преображенське братство дало на колишніх умовах Слуцькій княгині 6 000 злотих під 480 злотих (8 %) річних. Ці відсотки братство отримувало майже 100 років — до 1750 року, коли власник князівства Ієронім Радзивілл самовільно перестав виплачувати їх.